# جون بي. أكيرمان
جون بي. أكيرمان (بالإنجليزية: John B. Ackerman)‏ هو ضابط أمريكي، ولد في 29 أبريل 1909 في أوبورن في الولايات المتحدة، وتوفي في 13 يونيو 1981 في بيافورت في الولايات المتحدة.